# Красуня на всю голову
«Красуня на всю голову» (англ. I Feel Pretty) — комедійна стрічка 2018 року з Емі Шумер, Мішель Вільямс і Рорі Сковелом у головних ролях.

## Сюжет
Молода жінка Рене Беннетт бореться з невпевненістю з приводу своєї зовнішності. Вона працює в маленькому офісі компанії з виробництва косметики Лілі ЛеКлер, але прагне потрапити в головний офіс. Одного вечора Рене біжить до фонтану бажань і загадує, щоб стати красивою. Нічого не змінюється, але наступного дня жінка падає з тренажера. З її зовнішністю нічого не відбувається, проте Беннетт починає вважати себе дуже привабливою.
Рене знайомиться з Ітаном, йде на співбесіду в головний офіс та проходить відбір, бере участь у конкурсу бікіні. Жінку починають поважати на новому місці, коли вона ділиться думками з приводу продукції ЛеКлер. Евері ЛеКлер запрошує її на обід. Рене швидко знаходить спільну мову з засновницею компанії Лілі та отримує запрошення взяти учать у діловій зустрічі в Бостоні.
Беннетт стає менше поважати немодних і негламурних відвідувачів офісу. Стосунки з найкращими подругами погіршилися. У готелі жінка ухиляється від залицянь Гранта та замикається в ванній. Рене падає, а коли отямлюється, бачить стару себе. Вона швидко їде з Бостана.
Рене вибачається перед подругами та рве стосунки з Ітаном. Вона намагається відтворити першу травму, але марно. У роздягальні жінка зустрічає красиву Меллорі, яка також страждає від низької самооцінки. Це надихає Беннетт все ж таки взяти участь у презентації продукції ЛеКлер, яку проводить з успіхом. Рене мириться з Ітаном, який визнає її найвродливішою жінкою в світі.

## У ролях
| Актор            | Роль         |
| ---------------- | ------------ |
| Емі Шумер        | Рене Беннетт |
| Мішель Вільямс   | Евері ЛеКлер |
| Рорі Сковел      | Ітан         |
| Том Хоппер       | Грант ЛеКлер |
| Лорен Гаттон     | Лілі ЛеКлер  |
| Емілі Ратаковскі | Меллорі      |
| Наомі Кемпбелл   | Гелен        |
| Айді Браянт      | Вівіан       |
| Бізі Філіпс      | Джейн        |
| Сашир Земейта    | Таша         |
| Адріан Мартінес  | Мейсон       |
| Олівія Калпо     | Гоуп         |

## Створення фільму

### Виробництво
Зйомки фільму проходили в Массачусетсі, США.

### Знімальна група
- Кінорежисери — Еббі Кон, Марк Сільверстайн
- Сценаристи — Еббі Кон, Марк Сільверстайн
- Кінопродюсери — Мак-Джи, Ніколас Картьє, Алісса Філліпс, Домінік Рустем, Емі Шумер, Мері Віола
- Композитор — Майкл Ендрюс
- Кінооператор — Флоріан Баллхаус
- Кіномонтаж — Тіа Нолан
- Художник-постановник — Елізабет А. Аллан, Вілльям О. Гантер
- Артдиректор — Елена Албаніс
- Художник-декоратор — Бріджет Кіф
- Художник з костюмів — Ліса Еванс, Дебра Мак-Гвайр
- Підбір акторів — Джастін Артета, Міа Кусумано, Кім Девіс-Вагнер, Меган Раффарті[3]

## Сприйняття

### Критика
Фільм отримав негативні відгуки. На сайті Rotten Tomatoes оцінка стрічки становить 33 % на основі 187 відгуків від критиків (середня оцінка 5,1/10) і 33 % від глядачів із середньою оцінкою 2,2/5 (3 808 голосів). Фільму зарахований «гнилий помідор» від кінокритиків та «розсипаний попкорн» від глядачів, Internet Movie Database — 5,1/10 (19 996 голосів), Metacritic — 47/100 (44 відгуки критиків) і 3,3/10 (78 відгуків від глядачів).

### Номінації та нагороди
| Нагороди та номінації фільму «Красуня на всю голову» | Нагороди та номінації фільму «Красуня на всю голову» | Нагороди та номінації фільму «Красуня на всю голову» | Нагороди та номінації фільму «Красуня на всю голову» | Нагороди та номінації фільму «Красуня на всю голову» | Нагороди та номінації фільму «Красуня на всю голову» |
| Рік                                                  | Кінофестиваль/кінопремія                             | Категорія/нагорода                                   | Номінант                                             | Результат                                            |                                                      |
| ---------------------------------------------------- | ---------------------------------------------------- | ---------------------------------------------------- | ---------------------------------------------------- | ---------------------------------------------------- | ---------------------------------------------------- |
| 2018                                                 | MTV Movie + TV Awards                                | Найкраще комедійне виконання                         | Емі Шумер                                            | Номінація                                            |                                                      |